# São José (Sao Tomé-et-Principe)
Pour les articles homonymes, voir São José.
São José est une localité de Sao Tomé-et-Principe située à l'ouest de l'île de São Tomé, dans le district de Lembá, au nord de Santa Catarina. C'est une ancienne roça.

## Population
Lors du recensement de 2012, 98 habitants y ont été dénombrés.

## Roça
Photographies et croquis réalisés en 2014 mettent en évidence la disposition des bâtiments, leurs dimensions et leur état à cette date.